# ティヒ・ラヨシュ
ティヒ・ラヨシュ（ハンガリー語：Tichy Lajos, 1935年3月21日 - 1999年1月6日）は、ハンガリー、ブダペスト出身の元サッカー選手。ポジションはフォワード。

## 経歴
1935年3月21日、ブダペストに生まれる。
幾つかのジュニアクラブを経て1953年からブダペスト・ホンヴェードFCに所属。プスカシュ・フェレンツやコチシュ・シャーンドル、チボル・ゾルターンらが中心を成していた頃は、まだ17歳だったこともありサブメンバーだったが、ハンガリー動乱の勃発により、プスカシュ、コチシュ、チボールら主力メンバーが遠征中にそのまま亡命して離脱した1956年以降はスタメンに定着し中心選手となった。しかし、プスカシュらの抜けた穴はあまりに大きく、2部降格こそ免れたものの低迷を続けるクラブにあって彼は得点を重ねることで粘り強く支え続けた。以後、1971年に現役引退するまでホンヴェード一筋でリーグ通算320試合に出場して通算ゴール数247という高い得点率をマークした。
ハンガリー代表には彼が19歳の時に初めて招集され、1955年にオスロで行なわれたノルウェー戦でデビュー、代表初得点もこの試合で決めている。1958年のワールドカップ・スウェーデン大会にはプレーオフを含む4試合に出場して4得点を決めたが、プレーオフでウェールズに敗れ1次リーグで大会を去った。1962年のチリ大会にも4試合に出場し、3得点をマークしてアルベルト・フローリアーンと共にグループリーグ首位突破とベスト8進出へ貢献した。しかし、同国は準々決勝でチェコスロバキアに敗れ去り準決勝進出はならなかった。
彼のキャリア中で最高の成績は1964 欧州ネイションズカップの3位入賞である。ベテランの彼は大会予選ラウンド中に4点をゲット、若いパートナーのベネ・フェレンツと共にその高い決定力で3位入賞の原動力となった。
1966年のワールドカップ・イングランド大会では、同国はベスト8進出したものの、彼は控えだったため最後まで出番はなかった。
以後、1971年に代表を退くまで国際Aマッチ72試合に出場し、通算で51得点を記録した。
現役引退後は指導者の道を選び、ホンヴェードのユース監督を経て1976年から1982年にかけてホンヴェードの監督を務めた。1980年には1955年の黄金期以来となる久々のリーグ優勝も果たしている。また、1982年から1984年までサウジアラビアのクラブアル・シャバブの監督にも就いていた。その後1985年から1989年までホンヴェードでリザーブ・チームの監督を務めたのがキャリアの最後となった。
1999年1月6日、ブダペスト郊外のキシュペストで63歳の生涯を閉じた。

## 代表歴
- ハンガリー代表（72試合51得点）

1958年 ワールドカップスウェーデン大会（1次リーグ、4試合4得点）
1962年 ワールドカップチリ大会（ベスト8、4試合3得点）
1964年 UEFA欧州選手権（3位、予選ラウンド4得点）
1966年 ワールドカップイングランド大会（ベスト8、0試合0得点）

### 試合数
出典
| ルーマニア代表 | 国際Aマッチ | 国際Aマッチ |
| 年             | 出場        | 得点        |
| -------------- | ----------- | ----------- |
| 1955           | 8           | 6           |
| 1956           | 5           | 2           |
| 1957           | 4           | 1           |
| 1958           | 11          | 9           |
| 1959           | 8           | 9           |
| 1960           | 3           | 2           |
| 1961           | 12          | 9           |
| 1962           | 11          | 9           |
| 1963           | 5           | 2           |
| 1964           | 4           | 2           |
| 1965           | 0           | 0           |
| 1966           | 0           | 0           |
| 1967           | 0           | 0           |
| 1968           | 0           | 0           |
| 1969           | 0           | 0           |
| 1970           | 0           | 0           |
| 1971           | 1           | 0           |
| 通算           | 72          | 51          |